# 滋賀大学教育学部附属中学校
滋賀大学教育学部附属中学校（しがだいがくきょういくがくぶふぞくちゅうがっこう）は、滋賀県大津市にある国立の中学校である。附属小学校・附属幼稚園が隣接している。滋賀県で附属中というとこの学校のことになる。愛称、附中と呼ばれている。附属小学校・附属幼稚園・附属支援学校・附属中学校の四学園である。

## 沿革
- 1947年（昭和22年）　開校
- 1964年（昭和39年）　現在地に移る

## 部活動
班活動という。
- 運動班系

バスケットボール(男子,女子)
バレー(女子)
陸上(男子,女子)2010年から廃班
野球(男子女子も可)
ソフトテニス(男子,女子)
サッカー(男子女子も可)
水泳(女子)2010年から廃班
- 文化班系

音楽(男子,女子)
美術(男子,女子)
科学(男子,女子)2010年から廃班

## 所在地
520-0801 滋賀県大津市昭和町10番3号

## 著名な出身者
- 種村直樹 - 鉄道ライター
- 栗本藤基 - 精神科医
- 中島桃果子 - 作家